# Grand Island (New York)
Grand Island is een stad (town) en gelijknamig eiland in de Amerikaanse deelstaat New York. De plaats heeft zo'n 20.000 inwoners en ligt in het westen van de staat, op een eiland in de Niagara, tussen het Ontariomeer en het Eriemeer.

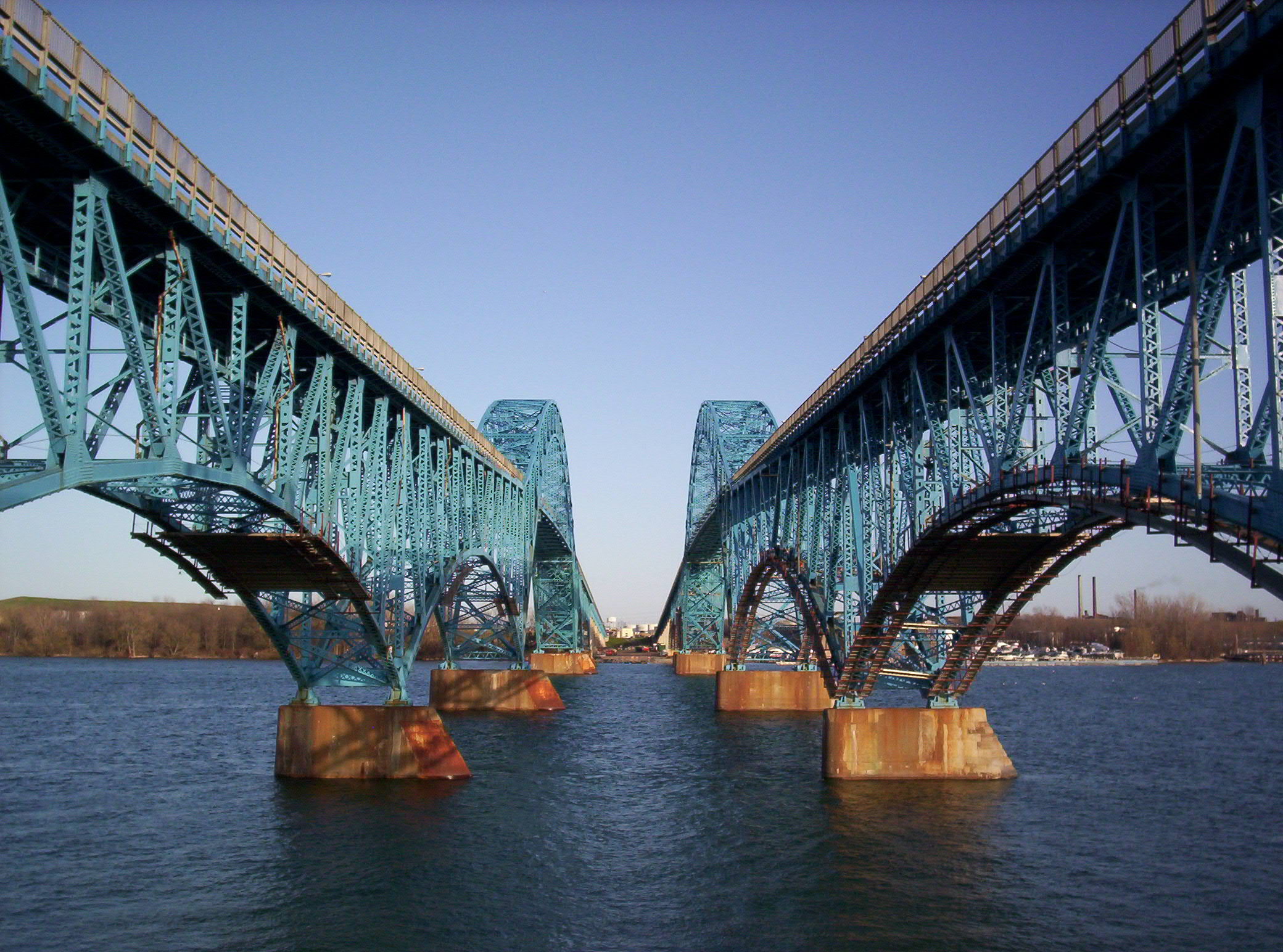
Bruggen in de Interstate 190 tussen Grand Island en Buffalo
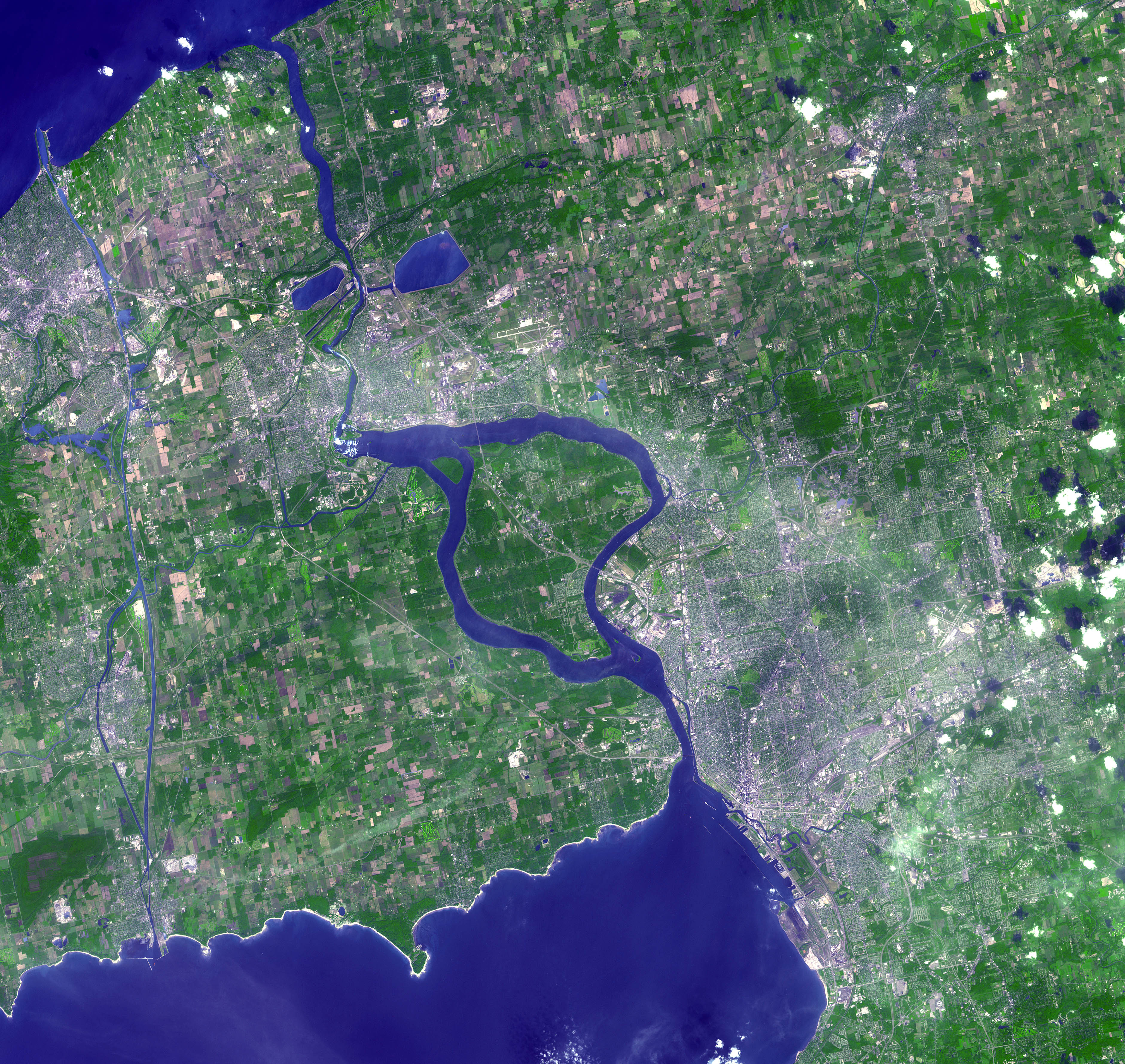
Grand Island (pal in het midden) vanuit de ruimte gezien